# نبرد قلعه کاننونجی
نبرد قلعه کاننونجی، نبرد میتسوکوری (به ژاپنی: 観音寺城の戦い) به عنوان آخرین نبرد دوره سنگوکو از آن یاد می‌شود و پس از آن ژاپن وارد دوره آزوچی-مومویاما می‌شود. این نبرد بین خاندان روکاکو که سعی داشتند مانع از ورود اودا نوبوناگا به پایتخت شوند و نیروهای نوبوناگا در استان شیگا امروزی واقع شد. تنها به مدت یک شب نوبوناگا توانست یکی از قلعه‌های وابسته به قلعه کاننونجی بنام قلعه میتسوکوری را تصرف کند. در پی آن خاندان روکاکو تسلیم شدند و قلعه اصلی یعنی قلعه کاننوجی را به نوبوناگا واگذار کردند و خود به بخش کوکا، شیگا گریختند.
در ۱۵۶۸ میلادی، برادر کوچکتر شوگون سیزدهم، آشی‌کاگا یوشی‌آکی پس از آنکه درخواست کمکش توسط دیگر دایمیوها رد شد، از نوبوناگا درخواست کرد که به کیوتو لشکرکشی کند. یوشی‌آکی می‌خواست که انتقام خون برادرش را از قاتلان وی و همچنین شوگون چهاردهم آشی‌کاگا یوشی‌هیده بگیرد. نوبوناگا توافق کرد که یوشی‌آکی را به عنوان شوگون جدید منصوب کند تا بتواند از این فرصت برای ورود به کیوتو، استفاده کند. مانع بر سر راه او در جنوب و ولایت اومی بود که به دست خاندان روکّاکو اداره می‌شد. بزرگ این خاندان روکاکو یوشی‌کاتا بود که حاضر به به رسمیت شناختن آشی‌کاگا یوشی‌آکی به عنوان شوگون نشد و آماده برای جنگ بود. در پاسخ، نوبوناگا بسرعت یک حمله سریع را تدارک دید و خاندان روکّاکو را از قلعه‌های خود بیرون راند.